# Bruck Challenger
Il Bruck Challenger è stato un torneo professionistico di tennis giocato su campi in terra rossa. Faceva parte dell'ATP Challenger Series. L'unica edizione si è disputata a Bruck an der Mur in Austria.

## Albo d'oro

### Singolare
| Anno | Campione         | Finalista    | Punteggio |
| ---- | ---------------- | ------------ | --------- |
| 1993 | Dmitrij Poljakov | Simon Touzil | 6–4, 6–1  |

### Doppio
| Anno | Campioni                       | Finalisti                        | Punteggio     |
| ---- | ------------------------------ | -------------------------------- | ------------- |
| 1993 | Nils Holm Lars-Anders Wahlgren | Ellis Ferreira Alexis Hombrecher | 0–6, 6–4, 6–4 |